# Renault FR1
Renault FR1 turistički i međugradski autobus francuske kompanije Renault koji je se proizvodio od 1987. do 1997. godine.

## Motori
- 9.8 L I6 turbo Diesel, 223 kW (303 km)
- 9.8 L I6 turbo Diesel, 250 kW (340 km)